# 사카모토역 (미야기현)
사카모토역(일본어: 坂元駅)은 일본 미야기현 와타리군 야마모토정에 있는 동일본 여객철도(JR동일본)의 철도역이다.

## 역 구조
1면 1선 구조의 지상역이다. 동일본 대지진 발생 이전은 승강장과 역사는 과선교로 이어져 있었다.
동일본 대지진으로 일어난 해일(쓰나미)이 철도역을 덮쳐 역사나 구내가 유실·대피되었다.

### 승강장
| 1              | ■ 조반선(하행)                  | 이와누마 · 센다이 방면 |
| ■ 조반선(상행) | 소마 · 하라노마치 · 이와키 방면 |                        |

## 역세권 정보
- 국도 제6호선

## 역사
- 1897년 11월 10일: 영업 개시.
- 1906년 11월 1일: 국유화.
- 1987년 4월 1일: 민영화에 따라 동일본 여객철도의 소속이 되었다.
- 2009년 3월 14일: 스이카를 도입.
- 2011년 3월 11일: 동일본 대지진으로 영업 중단, 역사가 해일로 유실·대파되었다..
- 2016년 12월 10일: 서쪽으로 1,100 m 정도 이전해서[1] 영업 복귀.[2]

## 사진

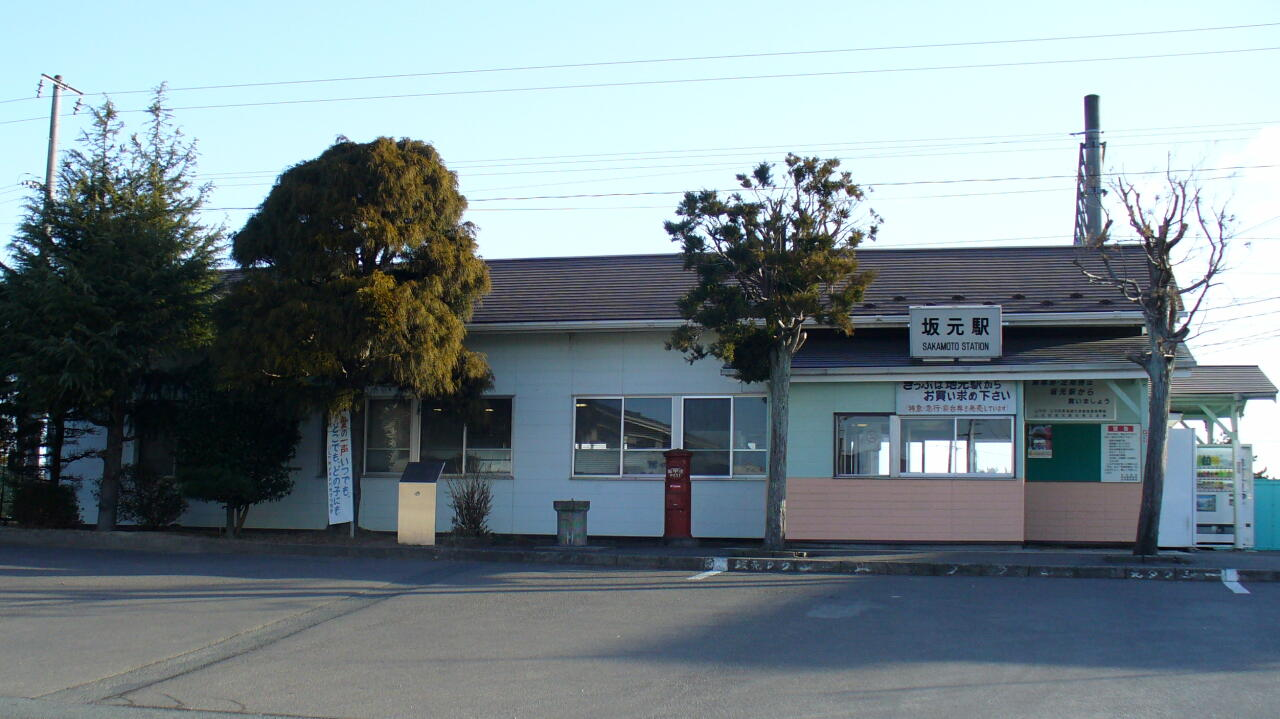
동일본 대지진 발생 이전의 역사 모습(2008년 1월 20일)
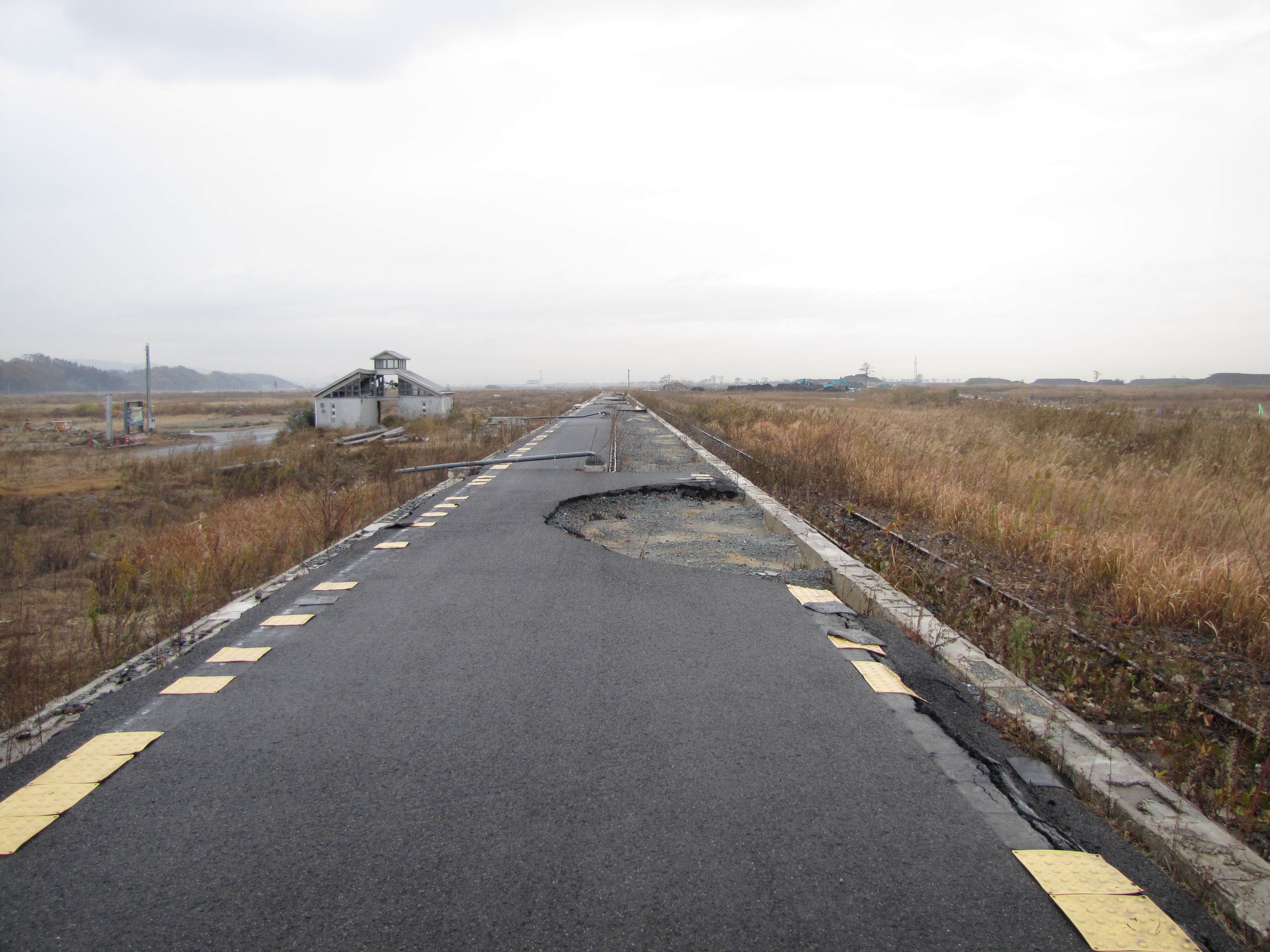
동일본 대지진 발생 이후의 승강장 모습(2012년 11월 26일)
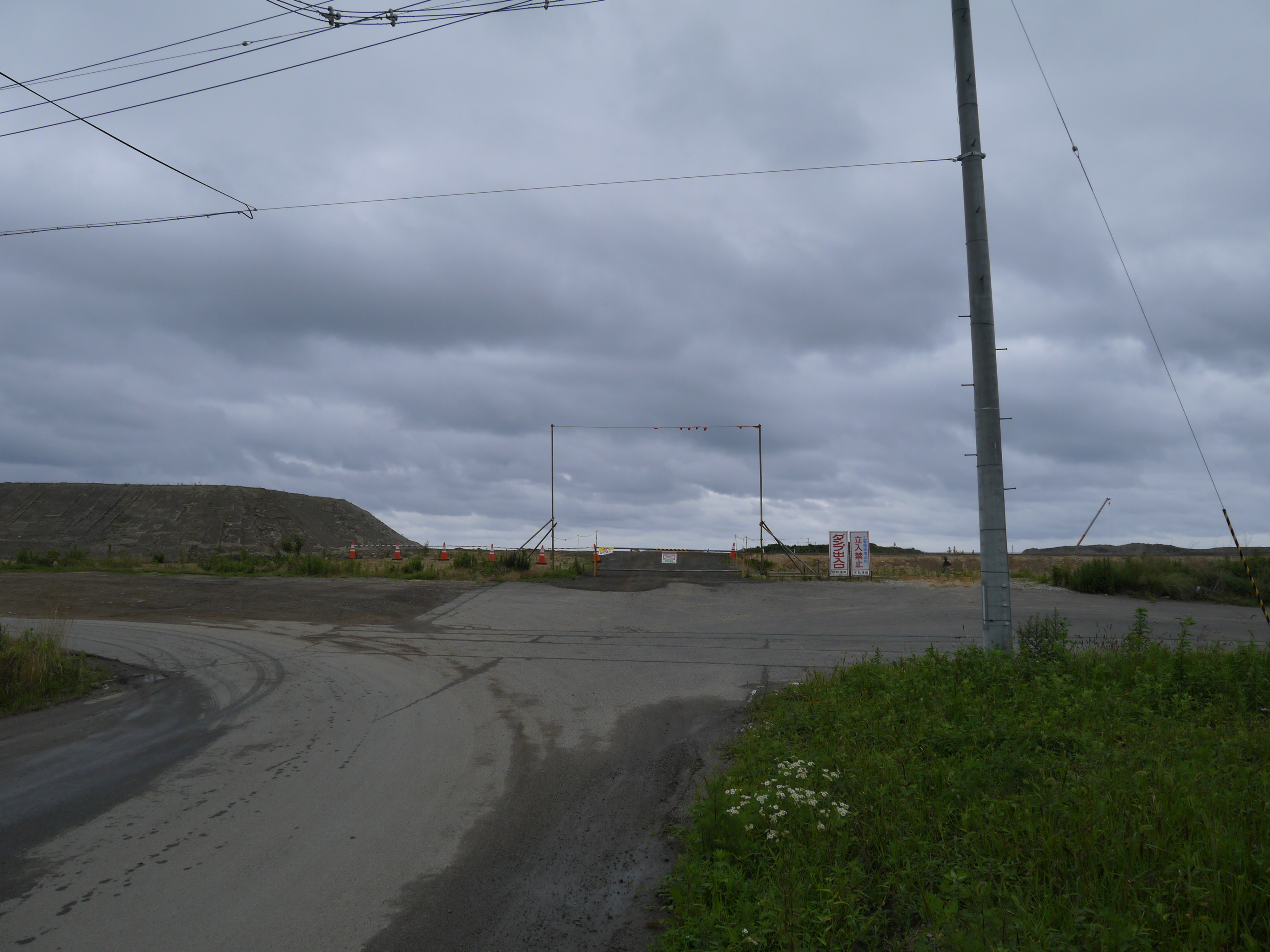
사카모토 역 터(2016년 7월 5일)

## 인접역
| 동일본 여객철도 조반선 | 동일본 여객철도 조반선 | 동일본 여객철도 조반선 |
| ---------------------- | ---------------------- | ---------------------- |
| 신치 이와키 방면       | ■ 보통                 | 야마시타 센다이 방면   |